# А-13
А-13 — одномісний суцільнометалевий пілотажний планер О. К. Антонова. Спроєктований і побудований в 1957 році. Призначений для тренування і виконання фігур вищого пілотажу. У січні 1962 року, А-13 з невеликим турбореактивним двигуном А. М. Люльки встановив світовий рекорд швидкості — 196 км / год для літаків до 500 кілограм. Ця версія А-13 називалася Ан-13.
Планер А-13 випускався серійно і експлуатувався в аероклубах, де на ній проводилися демонстраційні польоти на авіаційних парадах. Він був призначений для тренування і виконання фігур вищого пілотажу. Планер виконував будь-які фігури, включаючи висхідний штопор, фігури зворотного пілотажу і тривале пікірування з випущеними інтерцепторами. Швидкість буксирування А-13 досягала 250 км / год, а швидкість планерування 400 км / год.
Планер А-13 був випущений в кількості 200 екземплярів. У комплект кожного примірника входили подовжені консолі крила планера А-11.

## Аеродинамічна схема
За схемою планер являв собою вільнонесучий моноплан із середнім розташуванням крила і V-подібним хвостовим оперенням. Фюзеляж планера А-13 був ідентичний фюзеляжу планера А-11. Планери відрізнялися один від одного лише знімними консолями крила, на заміну яких йшло всього лише кілька хвилин.

## Модифікації
- А-13 - одномісний пілотажний планер
- A-13M - мотопланер
- Ан-13 - турбореактивний планер

## Специфікація (Антонов А-13)
Загальні характеристики
- Екіпаж: 1
- Довжина: 6 м (19 фут 8 дюйм)
- Розмах: 12,1 м (39 фут 8 дюйм)
- Висота: 1,2 м (3 фут 11 дюйм) біля кабіни
- Площа крила: 10,44 м2 (112,4 фут2)
- Відносне подовження: 13.8
- Профіль: TsAGI R-32-15 (Кирилічне позначення P-32-15)
- Порожня вага: 254 кг (560 фунт)
- Повна вага: 360 кг (794 фунт)

Льотні характеристики
- Швидкість звалювання: 70 км/год (43 миля/год; 38 вуз)
- Максимально допустима швидкість: 350 км/год (217 миля/год; 189 вуз)
- Швидкість повітряного буксирування: 200 км/год (124,3 миля/год; 108,0 вуз)
- Швидкість запуску з лебідки: 120 км/год (74,6 миля/год; 64,8 вуз)
- Максимальна якість планування: 25 при 112 км/год (69,6 миля/год; 60,5 вуз)
- Швидкість зниження: 1,14 м/с (224 фут/хв) при 97 км/год (60,3 миля/год; 52,4 вуз)
- Навантаження на крило: 34,5 кг/м2 (7,1 фунт/фут2)[1]